# Судха Мурті
Судха Мурті (до шлюбу Кулкарні ; нар. 19 серпня 1950) — індійська інженерка, педагогиня, письменниця і філантропка, соціальна працівниця. Голова благодійного фонду Infosys Foundation, членкиня ініціатив Фонду Гейтса з охорони здоров'я. Почала кар'єру в галузі інформатики та техніки. Заснувала кілька дитячих будинків, брала участь у зусиллях з розвитку сільських районів, підтримувала рух, спрямований на забезпечення всіх державних шкіл штату Карнатака комп'ютерами та бібліотекою, а також заснувала Класичну бібліотеку Індії Мурті в Гарвардському університеті.
Нагороджена урядом Індії в 2006 році нагородою Падма Шрі, четвертою найвищою цивільною нагородою в Індії, за соціальну роботу.
Мурті найбільш відома філантропією та внеском у літературу каннадською та англійською мовами. Dollar Bahu (досл. «Доларова невістка»), роман, спочатку написаний мовою каннада, а пізніше перекладений англійською як «Долар Баху», був адаптований як драматичний телесеріал Zee TV у 2001 році. Оповідання Руна («Борг») було адаптоване для фільму на маратхі, Pitruroon режисером Нітішем Бхардваджем. Судха Мурті також знімалася у фільмі, а також у фільмі на каннаді «Прартана».
Одружена зі співзасновником Infosys, Нараяною Мурті. Теща прем'єр-міністра Великобританії Ріші Сунака.

## Ранні роки
Судха Мурті народилася в каннадійській родині Дешастха Мадхва Брахман 19 серпня 1950 року в Шиггаоні, Гавері в Карнатаці, Індія, у Р. Х. Кулкарні, хірурга, та його дружини Вімали Кулкарні, шкільної вчительки. Її виховували батьки та бабуся з дідусем по материнській лінії. Ці враження від дитинства сформували історичну основу для її першої помітної роботи під назвою «Як я вчила бабусю читати, та інші історії».
Серед її братів і сестер — астрофізик Каліфорнійського технологічного інституту Шрінівас Кулкарні та Джайшрі Дешпанде (дружина Гурураджа Дешпанде), які були співзасновниками Центру технологічних інновацій Дешпанде в Массачусетському технологічному інституті.
Мурті здобула ступінь бакалавра англійської мови, а потім ступінь магістра технічних наук в інформатиці від Індійського інституту науки.
Одружилася з Нараяно Мурті, працюючи інженеркою у TELCO у Пуні. У пари двоє дітей, у тому числі модельєрка Акшата Мурті, одружена з нинішнім прем'єр-міністром Великобританії Ріші Сунаком.

## Кар'єра
Судха Мурті стала першою жінкою-інженеркою, яку взяли на роботу в найбільшого в Індії автовиробника TATA Engineering and Locomotive Company (TELCO).  Вона приєдналася до компанії як інженерка-розробниця у Пуні, а потім також працювала в Мумбаї та Джамшедпурі. Вона написала листівку голові компанії, в якій скаржилася на сексизм («тільки для чоловіків») у TELCO. У результаті їй дали спеціальну співбесіду та негайно взяли на роботу. Пізніше вона приєдналася до Walchand Group of Industries у Пуні як старша системна аналітикиня.
Судха Мурті написала і опублікувала багато книг, серед яких романи, документальна література, подорожі, технічні книги та мемуари. Її книги перекладені всіма основними індійськими мовами. Вона також є колумністкою англійських і каннадських газет.

## Філантропія

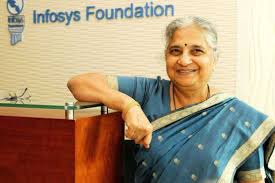
Судха Мурті в фонді Infosys

У 1996 році вона заснувала громадський благодійний фонд Infosys Foundation і на сьогоднішній день є опікункою Infosys Foundation і запрошеною професоркою у PG Center Бангалорського університету. Вона також викладала в університеті Христа.

## Нагороди

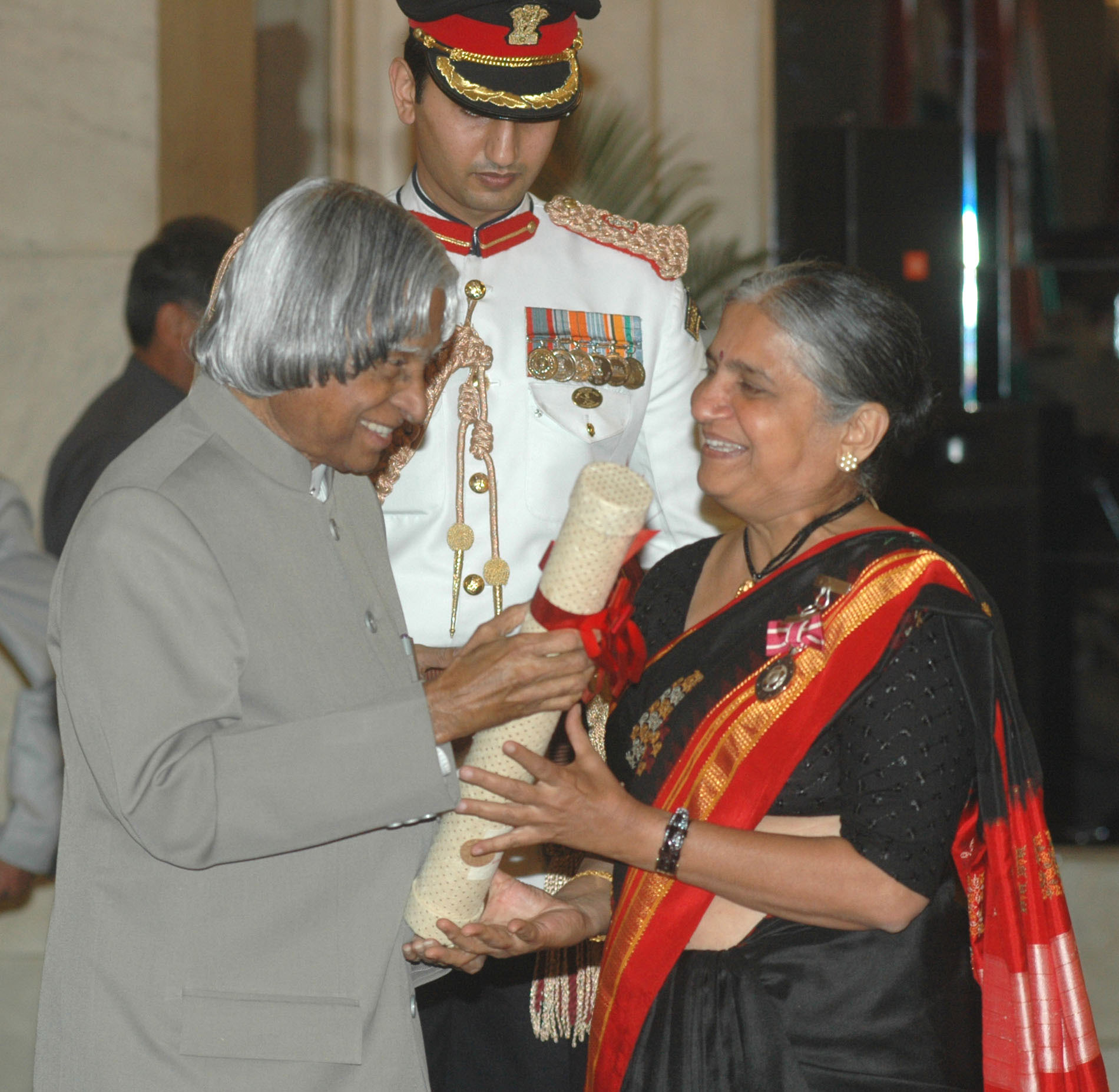
Абдул Калам вручає нагороду Падма Шрі докторці Судха Мурті

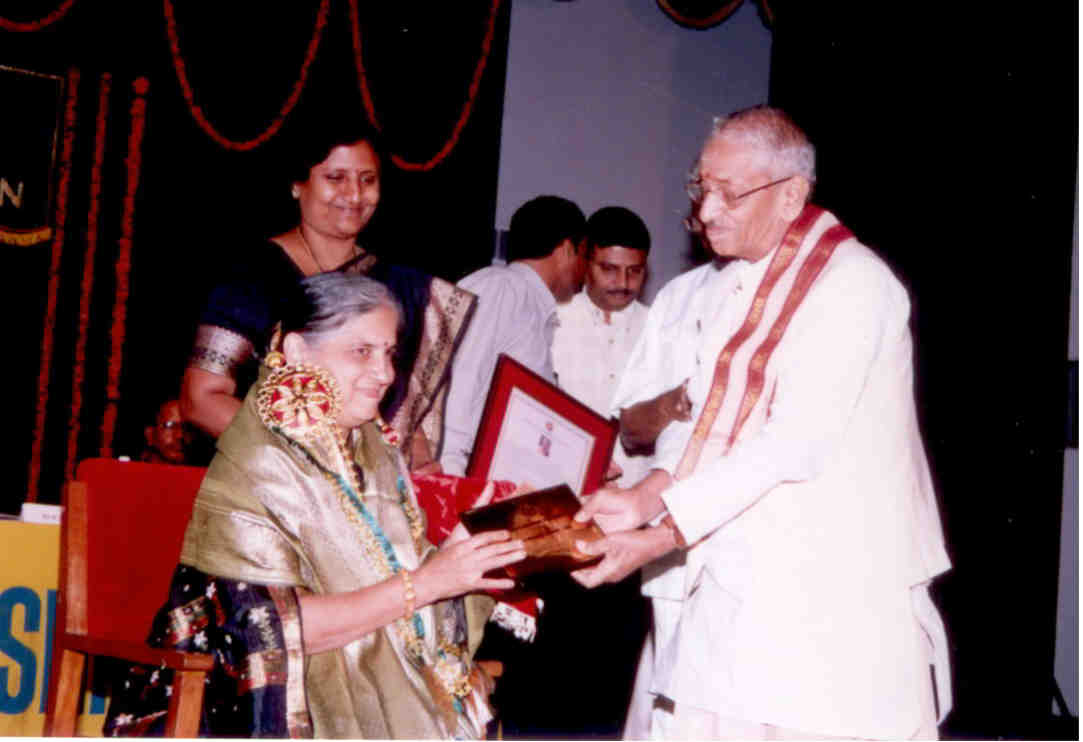
Мурті отримує премію Раджа Лакшмі

- 2004: Нагорода Раджа-Лакшмі від Фонду Шрі Раджа-Лакшмі в Ченнаї[21]
- 2006: Четверта найвища цивільна нагорода Індії — Падма Шрі[22][23]
- 2006: Премія РК Нараяни з літератури.[24]
- 2010: Премія Даани Чінтамані Аттімаббе від уряду Карнатаки.[25]
- 2011: Мурті було присвоєно почесне звання LL. D (доктор права) за внесок у розвиток формальної юридичної освіти та стипендій в Індії.[26]
- 2013: Премія Basava Shree-2013 була вручена Нараяну Мурті та Судзі Мурті за їхній внесок у розвиток суспільства.[27]
- 2018: Мурті отримала нагороду Crossword Book у популярній (нехудожній) категорії.[28][29]
- 2019: IIT Kanpur присудив їй почесний ступінь (Honoris Causa) доктора наук.[30]
- Національна премія від Товариства зв'язків з громадськістю Індії за видатні соціальні послуги суспільству
- Нагорода Rotary South — Hubli за відмінні соціальні послуги
- Премія «Millenium Mahila Shiromani».

### Книги
Каннадійською
- Dollar Sose
- Runa
- Kaveri inda Mekaangige
- Hakkiya Teradalli
- Athirikthe
- Guttondu Heluve
- Mahashweta
- Tumla
- Nooniya Sahasagalu
- Samanyralli Asamanyaru
- Computer lokadalli
- Paridhi
- Yashasvi
- Guttondu Heluve
- Astitva
- Yerilitada Daariyalli
- Sukhesini Mattu Itara Makkala Kathegalu

Англійською
- The Mother I Never Knew
- Three Thousand Stitches
- The Man from the Egg
- Here, There, Everywhere
- The Magic of the Lost Temple
- The Bird with Golden Wings
- How I Taught My Grandmother to Read and Other Stories
- The Old Man And His God
- Mahashweta
- The Day I Stopped Drinking Milk
- The Serpent's Revenge
- Gently Falls The Bakula
- House of Cards
- Something Happened on the Way To Heavens
- The Magic Drum and Other Favorite Stories
- The Bird with the Golden Wings
- How The Sea Became Salty
- How The Onion got its layers
- The Upside Down King
- The Daughter From A Wishing Tree
- Grandma's Bag of Stories
- Grandparents Bag of Stories
- The Sage With Two Horns
- Dollar Bahu
- The Gopi Diaries